# 鹿生
鹿生（？—？），一名树生，济阴郡乘氏县（今山东省菏泽市）人，北魏官员。

## 生平
鹿生的父亲鹿寿兴是北凉沮渠牧犍时期的库部郎。鹿生两度出任济南郡太守，有善于行政的美称。魏献文帝拓跋弘赞赏鹿生的才能，特地征召鹿生在暮秋时节赶赴射猎大会，赐给鹿生騘马一匹，加以青服，以表彰鹿生的廉洁。鹿生前后济南郡任职十年，当时三齐地区刚刚归附北魏，人心苟且观望，终日赌博，农业荒废。鹿生建立制度禁止赌博，听说的人都赞叹不已。鹿生后历任徐州任城王元澄、广陵侯元衍征东、安南二府长史，兼任淮阳郡太守、郯城镇将。正始年间，鹿生去世，虚岁七十四，朝廷追赠龙骧将军、兖州刺史。

## 家庭

### 祖父
- 鹿蕴，北凉乐都郡太守

### 儿子
- 鹿悆，北魏卫将军、右光禄大夫、梁州刺史、定陶侯